# Bavincourt
Bavincourt là một xã ở tỉnh Pas-de-Calais trong vùng Hauts-de-France.

## Dân số
| 1962                                                | 1968 | 1975 | 1982 | 1990 | 1999 |
| --------------------------------------------------- | ---- | ---- | ---- | ---- | ---- |
| 377                                                 | 403  | 373  | 327  | 353  | 347  |
| Số liệu điều tra từ năm 1962, dân số chỉ tính 1 lần |      |      |      |      |      |